# Ülemistejärve
Ülemistejärve is een subdistrict of wijk (Estisch: asum) in Tallinn, de hoofdstad van Estland. De wijk ligt in het stadsdistrict Kesklinn.
Ülemistejärve grenst vanaf het noorden met de wijzers van de klok mee aan de wijken Juhkentali, Ülemiste en Mõigu, de gemeente Rae en de wijken Raudalu, Liiva, Järve, Kitseküla en Luite.

## Geografie

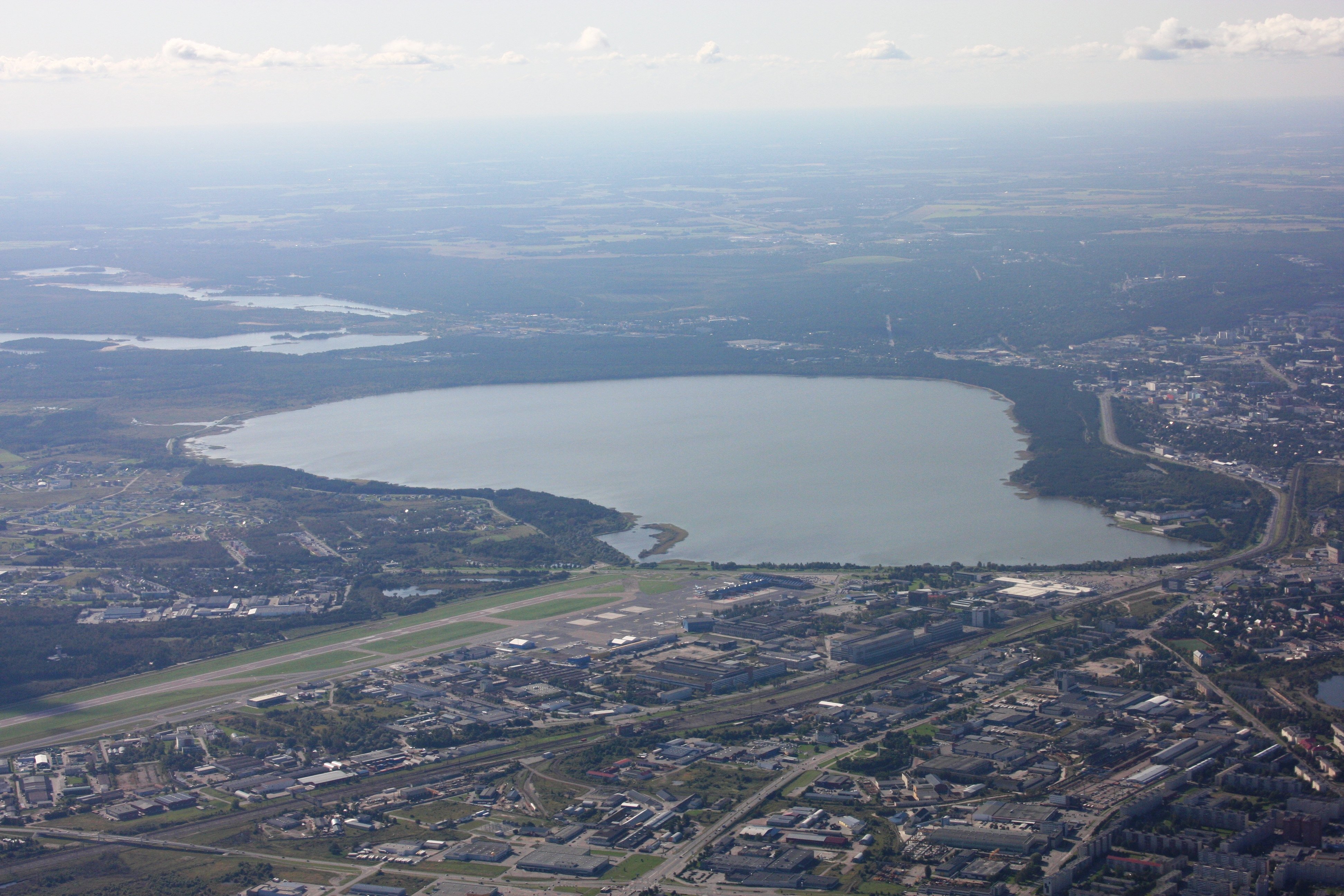
Overzichtsfoto van het Ülemistemeer

De wijk Ülemistejärve bestaat uit het Ülemistemeer (Estisch: Ülemiste järv, 9,6 km²) met de oevers daarvan. De wijk telde 187 inwoners op 1 januari 2020.
In het noordoosten grenst de wijk aan de wijk Ülemiste in het stadsdistrict Lasnamäe. Daar bevindt zich de luchthaven van Tallinn: Lennart Meri Tallinn Airport, die ook wel ‘Ülemiste Airport’ wordt genoemd.
De noordwestelijke oever van het meer is een bos, het Järve mets (‘Meerbos’).
Aegna · Juhkentali · Kadriorg · Kassisaba · Keldrimäe · Kitseküla · Kompassi · Luite · Maakri · Mõigu · Raua · Sadama · Sibulaküla · Südalinn · Tatari · Tõnismäe · Torupilli · Ülemistejärve · Uus Maailm · Vanalinn · Veerenni